# Neon (Lonely People)
«Neon (Lonely People)» —en español: «Neón (Gente solitaria)»— es el sexto sencillo de la artista alemana Lena Meyer-Landrut. Se lanzó el 15 de marzo de 2013, habiéndose estrenado el 18 de enero de 2013 en las radios alemanas. Se lanzó como un remix con un sonido más uptempo respecto la versión original del álbum Stardust, lanzado el 12 de octubre de 2012.

## Antecedentes
«Neon (Lonely People)» fue escrita por Lena en colaboración con los cantautores británicos Mathew Benbrook y Pauline Taylor quien trabajó anteriormente con Paolo Nutini, Dido o Faithless. El remix fue creado a principios de 2013 por Jochen Naaf, en su estudio en Colonia, que ya ha hecho otras remezclas de canciones de Klee, Polarkreis 18 y Lady Gaga.
Lena interpretó esta canción a capela durante un acto promocional en Múnich el 30 de julio de 2012 delante de los medios de comunicación. La primera gran presentación de la canción fue en el programa matutino de la cadena Sat.1 el 12 de octubre de 2012, día del lanzamiento de Stardust. El 18 de enero de 2013, la canción fue estrenada en las radios alemanas y su presentación en directo en frente de una gran audiencia fue el programa Unser Song Für Malmö en el TUI Arena de Hanóver el 14 de febrero de 2013. También interpretó la canción en la ceremonia de los premios Echo el 21 de marzo de 2013.
En una entrevista con Universal, Lena describió esta canción así:

Creo que todo el mundo conoce esa sensación cuando uno se siente solo, a pesar de que muchas personas están a tu alrededor. Por la noche en una discoteca, por ejemplo. Cuando todo el mundo parece tan completo y sin embargo tan vacío. Pero entonces, en la pista de baile, una cierta persona cruza en tu camino y de repente la soledad se ha ido. Ese es el punto en el "Neon". Todo es bueno cuando la música comienza. O algo por el estilo.

El 22 de febrero de 2013, los medios digitales iTunes Store y Amazon.de ofrecieron una nueva edición del álbum Stardust con la única versión de «Neon (Lonely People)».

## Video musical
El video musical fue filmado a principios de febrero de 2013 en el Rathenau-Hallen en Berlín. El director fue Bode Brodmüller quien también dirigió el vídeo de «Stardust» en 2012. Se estrenó el 1 de marzo de 2013 en el canal de MTV en Alemania. El video muestra a Lena en una sala, bailando, tumbada, de pie, sentada en un columpio y, a veces, rodeada de bailarinas. Toda la sala está rodeada por tiras de luz que cuelgan del techo.

## Lista
| N.º | Título                                  | Duración |  |
| 1.  | «Neon (Lonely People)» (Single Mix)     | 3:32     |  |
| 2.  | «Neon (Lonely People)» (Beatgees Remix) | 3:36     |  |

## Posicionamiento
| Listas (2013)                         | Posición |
| ------------------------------------- | -------- |
| Austria (Ö3 Austria Top 40)           | –        |
| Alemania (Offizielle Deutsche Charts) | 38       |
| Suiza (Schweizer Hitparade)           | –        |